# UTC+5:45
UTC+5:45 is de tijdzone voor:
| Landen en gebieden zonder zomertijd | Landen en gebieden zonder zomertijd | Landen en gebieden zonder zomertijd |
| ----------------------------------- | ----------------------------------- | ----------------------------------- |
| Land of gebied                      | nh/zh                               | Tijdzonenaam                        |
| Nepal                               | *                                   | Nepaltijd (NPT)                     |

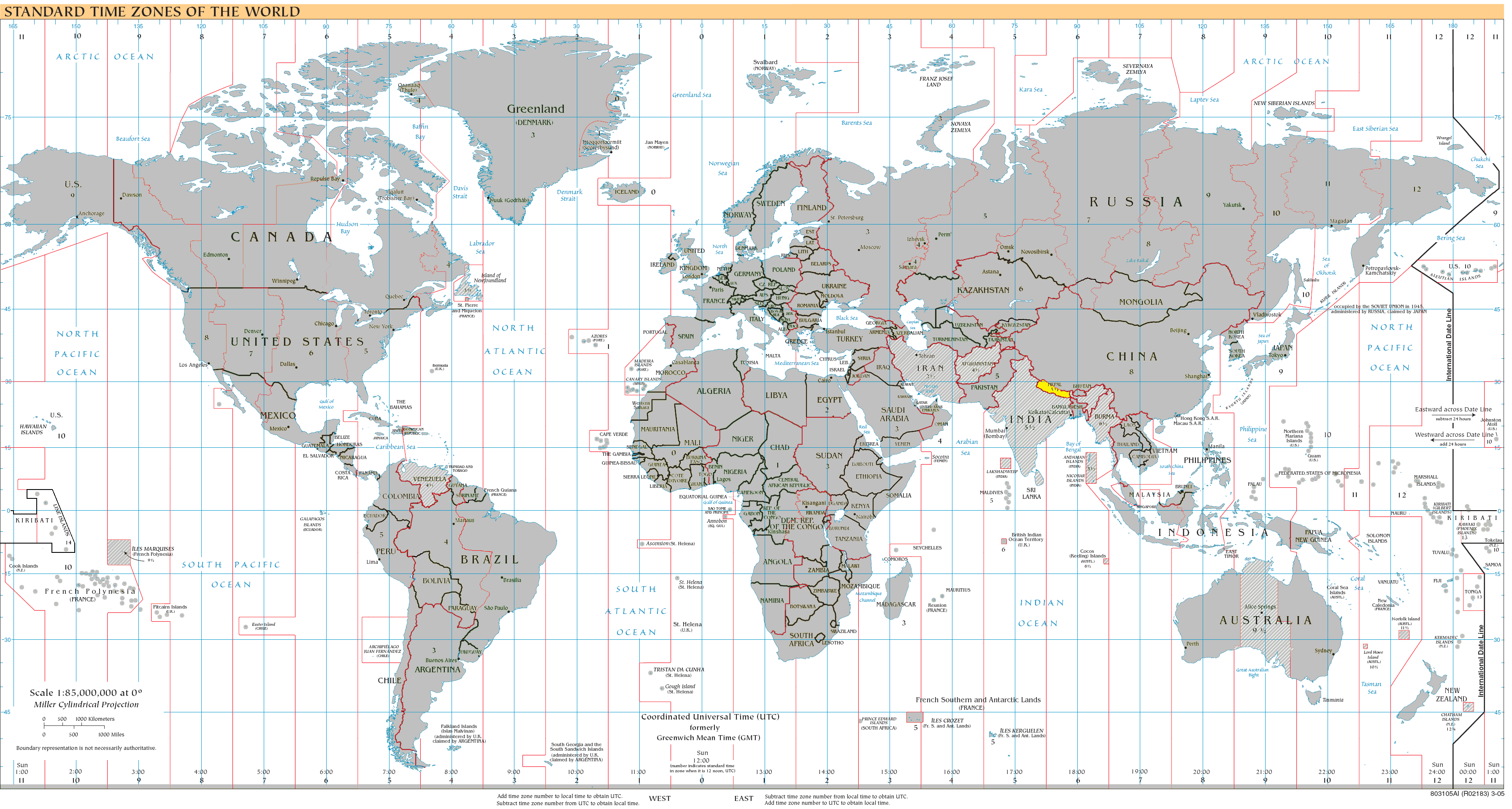
aan land, gehele jaar

Voor 1986 werd UTC+5:40 als schatting gebruikt van de gemiddelde tijd in Kathmandu, die 5 uur 41 minuten en 16 seconden voorloopt op Greenwich Mean Time. Sindsdien wordt UTC+5:45 hiervoor gebruikt.